# Англо-саксонска хроника
Англо-саксонската хроника (на английски: Anglo-Saxon Chronicle) е исторически сборник на староанглийски език за историята на англо-саксонците. Аналите са създадени в късния 9 век, вероятно в Уесекс, по време на царуването на Алфред Велики. Направени са многобройни ръкописни копия, които са разпространени в манастири из цяла Англия и са допълвани независимо. В един случай хрониката продължава активно да се допълва до 1154 г.
Оцелели са девет ръкописа, частично или цялостно, макар че не всички имат историческа стойност и нито един не е оригиналната версия. Най-старият изглежда е започнат към края на царуването на Алфред, а най-новият е написана в абатството Питърбъро след пожар в този манастир през 1116 г. Почти целият материал в хрониката е под формата на анали, по година; най-ранните са датирани от 60 г. пр.н.е. и исторически материал следва до годината, в която е написана хрониката, в която точка започват съвременни записи. Тези ръкописи сборно са известни като Англо-саксонска хроника. Хрониката не е безпристрастна: има случаи, когато от сравнения с други средновековни източници става ясно, че писарите, които са я написали са изпускали събития или са излагали едностранчив възглед за историите; има също места, където различните версии си противоречат взаимно. Взета като цяло обаче хрониката е най-важният исторически извор за периода в Англия от напускането на римляните до десетилетията след Норманското нашествие. Много от информацията, записана в хрониката не може да се намери другаде. Ръкописите също са важни източници за историята на английския език; по специално по-късният текст от Питърбъро е един от най-ранните съществуващи примери на средноанглийски език.
Седем от деветте оцелели ръкописа и фрагмента сега се намират в Британската библиотека. Останалите два са в Бодлианската библиотека в Оксфордския университет и в Паркъровата библиотека към колежа Корпус Кристи в Кеймбридж.
| Версия       | Име на хрониката                                  | Местоположение                                             | Ръкопис                     |
| ------------ | ------------------------------------------------- | ---------------------------------------------------------- | --------------------------- |
| A            | The Parker Chronicle или The Winchester Chronicle | Паркърова библиотека към колежа Корпус Кристи в Кеймбридж. | MS. 173                     |
| B            | The Abingdon Chronicle I                          | Британска библиотека                                       | Cotton MS. Tiberius A vi.   |
| C            | The Abingdon Chronicle II                         | Британска библиотека                                       | Cotton MS. Tiberius B i.    |
| D            | The Worcester Chronicle                           | Британска библиотека                                       | Cotton MS. Tiberius B iv.   |
| E            | The Laud Chronicle или The Peterborough Chronicle | Бодлианска библиотека                                      | MS Laud 636                 |
| F            | The Bilingual Canterbury Epitome                  | Британска библиотека                                       | Cotton MS. Domitian A viii. |
| G or A2 or W | Копие на The Winchester Chronicle                 | Британска библиотека                                       | Cotton MS. Otho B xi., 2    |
| H            | Cottonian Fragment                                | Британска библиотека                                       | Cotton MS. Domitian A ix.   |
| I            | An Easter Table Chronicle                         | Британска библиотека                                       | Cotton MS. Caligula A xv.   |